# Adolfo Leoni

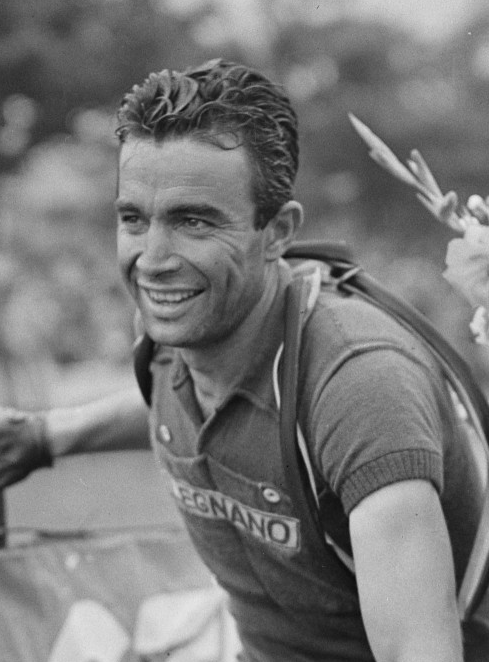
Adolfo Leoni im Jahr 1950

Adolfo Leoni (* 13. Januar 1917 in Gualdo Tadino; † 19. Oktober 1970 in Massa) war ein italienischer Radrennfahrer. Seine Karriere begann er 1938 und beendete sie 1952.
Leoni war im Straßenradsport aktiv. Seine größten Erfolge feierte Leoni beim Giro d’Italia, den er 1949 als Vierter beendete und in dessen Verlauf er acht Tage das Maglia Rosa trug. Insgesamt gewann er 17 Giro-Etappen. Seine einzige Teilnahme an der Tour de France endete 1950 unfreiwillig nach der elften Etappe. Auf dieser waren die ausgerissenen Gino Bartali und Jean Robic von betrunkenen Fans auf dem Col d’Aspin zu Fall gebracht und Bartali anschließend stark belästigt worden. Zwar gewann Bartali die Etappe, doch aus Protest zogen sich die italienischen Teams zurück. Zuvor hatte Leoni die zweite Etappe gewonnen. Im Jahr 1937 konnte Leoni die UCI-Straßen-Weltmeisterschaften der Amateure gewinnen.

## Erfolge
- Tour de France: 1950: 2. Etappe
- Giro d’Italia: 1938: 6. Etappe; 1939: 7. Etappe; 1940: 4., 5., 12. und 20. Etappe; 1946: 3. Etappe; 1947: 14., 17. und 19. Etappe; 1948: 5. und 8. Etappe; 1949: 7., 9. und 13. Etappe; 1950: 11. Etappe; 1951: 14. Etappe
- Mailand–Sanremo: 1942

## Teams
- 1938–1945 Bianchi
- 1945 Mag Sibertiani
- 1946–1947 Bianchi
- 1948 Alcyon-Dunlop
- 1948–1951 Legnano
- 1952 Girardengo-Clement